# Kızılören (district)
Kızılören is een Turks district in de provincie Afyonkarahisar en telt 2.889 inwoners (2007). Het district heeft een oppervlakte van 228,03 km².
De bevolkingsontwikkeling van het district is weergegeven in onderstaande tabel.
| 1997  | 2000  | 2007  |
| ----- | ----- | ----- |
| 4.317 | 4.132 | 2.889 |